# DHO38

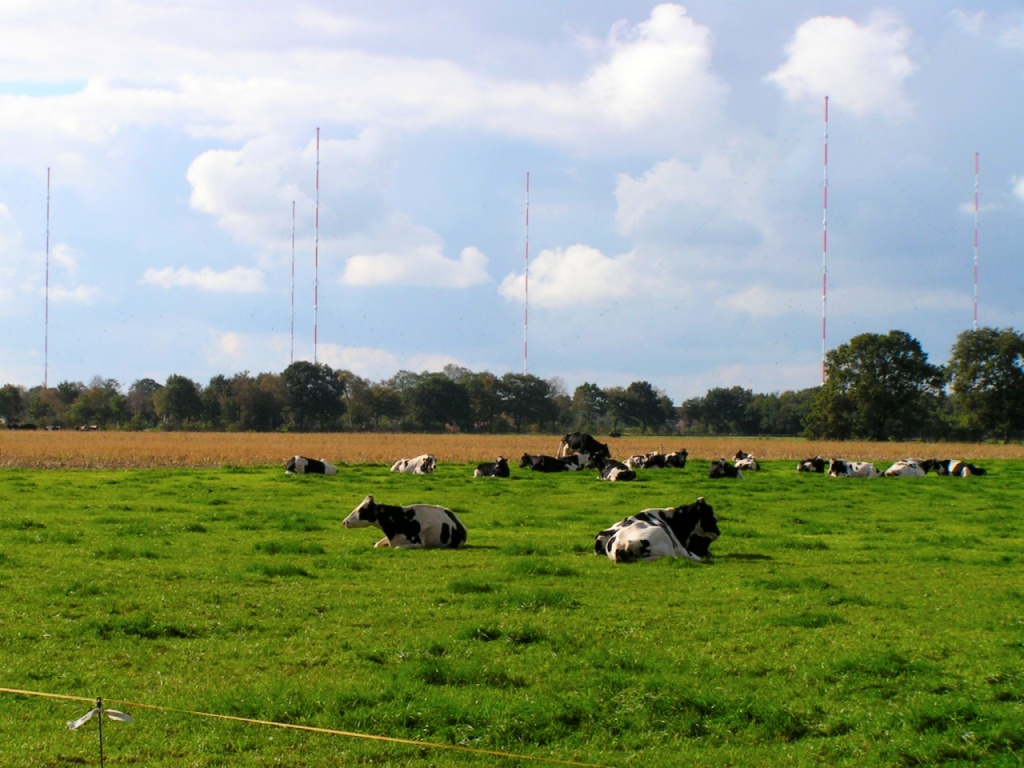
DHO38

DHO38 è l'identificativo di un trasmettitore radio che opera nella banda di frequenze VLF usato dalla Deutsche Marine (la marina militare tedesca) e sito a Rhauderfehn, Saterland in Germania.
È usato per trasmettere ordini codificati ai sottomarini della marina tedesca ed alle navi delle nazioni facenti parte della NATO.
Il trasmettitore DHO38, attivo dal 1982, trasmette sulla frequenza di 23,4 Khz con una potenza di 800 kW.
Il DHO38 è composto da un'antenna ad ombrello sostenuta da 8 tralicci in acciaio dell'altezza di 352,8 metri. Ogni pilone è posto su un cilindro ceramico alto 3 metri usato per isolare l'antenna fino a voltaggi pari a 300 kV. L'antenna è inoltre dotata di ammortizzatori di oscillazioni per la protezione contro le tempeste. Sfruttando la caratteristica delle onde radio a queste frequenze, il trasmettitore è capace di comunicare a livello mondiale con i sottomarini ad una profondità di 30 metri.